# Marché de Mahané Yehuda
Le marché de Mahané Yehuda (en hébreu : שוק מחנה יהודה, Shuk Mahane Yehuda, « marché du camp de Juda ») est un marché permanent partiellement couvert situé à Jérusalem (Israël), dans le quartier historique de Mahané Yehuda.
Surnommé ha shuk (le Shuk, le marché) ou Machne, il est un lieu très fréquenté par les touristes et les habitants. Il rassemble plus de 250 vendeurs, et propose des légumes et des fruits, de la viande et du poisson, des fromages, des fruits secs et des épices, du pain et des pâtisseries, des boissons alcoolisées, des vêtements ou encore des objets de culte. Il comporte également des stands proposant falafels et shawarmas, des restaurants, des bars et des cafés.
Les jeudis et vendredis, le marché connaît un pic de fréquentation, à l'occasion de la préparation au Shabbat. Chaque vendredi après-midi, le marché ferme après qu'un ou plusieurs haredim ont signalé au clairon l'heure du début de Shabbat.

## Géographie
Le marché Mahane Yehuda est délimité, au nord, par la rue Jaffa, et au sud par la rue Agrippas. Il est délimité à l'ouest par la rue Beit Ya'akov, et à l'est par la rue Ki'akh. Sa partie couverte se situe sur la rue Etz Hayyim, et sa partie non couverte sur la rue Mahane Yehuda.

## Histoire
Le quartier de Mahane Yehuda est fondé en 1887, du côté nord de la rue Jaffa. Ses fondateurs sont trois hommes d'affaires : Johannes Frutiger (propriétaire allemand de la plus grande banque de Palestine), Shalom Konstrum, et Joseph Navon. Le quartier est baptisé d'après le frère de Joseph Navon, Yehuda. Mahane Yehuda rassemble alors 162 maisons. De l'autre côté de la route, à l'ouest, on trouvait déjà le quartier de Beit Ya'akov (en), créé deux ans plus tôt.
C'est vers la fin du XIXe siècle qu'un marché s'installe, sur un terrain vierge à l'est de Beit Ya'akov. Le terrain est une des nombreuses possessions de la famille séfarade Valero, une famille de propriétaires fonciers très influente durant la période ottomane et la période britannique. Ce marché est connu sous le nom de Shuk Beit Ya'akov, et ceux qui n'habitent pas la vieille ville peuvent s'y approvisionner auprès de marchands arabes et de fellahs. Parallèlement au développement des quartiers de Jérusalem situés en dehors de la vieille ville, le marché s'est peu à peu étendu.
Sous le pouvoir ottoman, le Shuk a connu une période de croissance irréfléchie, et a vu ses conditions d'hygiène se dégrader. Puis, à la fin des années 1920, sous le mandat britannique, le marché est complètement vidé. Le gouvernement en place apporte au Shuk les modifications qui en feront un marché permanent : installation d'étals, construction d'un toit... Par la suite, le marché est devenu celui de Mahane Yehuda, devenu le plus grand des quartiers environnants.

## Évaluation
En 2019, le quotidien britannique The Guardian place le Marché de Mahané Yehuda dans les dix meilleurs du monde, avec le marché de Fès au Maroc, le marché de Notre-Dame d'Afrique à Tenerife (Îles Canaries, Espagne), le marché de nourritures Lau Pa Sat à Singapour, le marché de livres de College Street à Calcutta (Inde), le marché nocturne d'hiver à Melbourne (Australie), le marché Pike Place à Seattle (États-Unis), et le marché turc de Berlin.